# Arrow Beach - La spiaggia della paura
Arrow Beach - La spiaggia della paura (Welcome to Arrow Beach) è un film del 1974 diretto da Laurence Harvey.
È un film horror statunitense con Laurence Harvey, Joanna Pettet e Stuart Whitman.

## Trama
Jason Henry, ex aviatore reduce della guerra di Corea, vive isolato in una sontuosa villa affacciata sull’oceano, nei pressi di una spiaggia privata denominata Arrow Beach. Con lui abita la sorella Grace, donna raffinata e riservata, morbosamente devota a Jason e disposta a tutto pur di proteggerlo. L’apparente quiete domestica cela in realtà un orrore indicibile: Jason, turbato dalle sue esperienze belliche, è un maniaco omicida che attira nella villa giovani donne sole, apparentemente sbandate, per poi ucciderle, squartarle e... mangiarle. Una delle sue vittime designate è Robbin Stanley, una giovane hippy dai capelli scuri e dallo sguardo trasparente e inquieto, che vaga senza meta dopo aver evitato per poco un brutto incidente stradale. Jason la invita con gentilezza a fermarsi per la cena e, col supporto di Grace, riesce a farle passare la notte in casa. Ma Robbin, avvertito qualcosa di strano, inizia a sospettare e nel cuore della notte scopre indizi agghiaccianti sul conto dell’uomo.
Non creduta dalla polizia – lo sceriffo Duke Bingham è ostinatamente conservatore e scettico, mentre il suo vice Rakes si mostra più aperto – Robbin tenta di tornare alla villa con l’aiuto di Alex Heath, un tecnico di laboratorio che condivide la sua inquietudine. Nel crescere della tensione, tra scatti di follia, repressioni violente e impulsi primordiali, Jason appare sempre più prigioniero di un’esistenza traumatica e insostenibile, mentre la sorella cerca disperatamente di contenerlo. Il conflitto culmina in una drammatica esplosione emotiva ma l’epilogo finale, carico di ambiguità e tragedia, lascia spazio alla riflessione più che alla catarsi.

## Produzione
Il film, diretto (e interpretato nel ruolo del protagonista) da Laurence Harvey su una sceneggiatura di Wallace C. Bennett e Jack Gross Jr. con il soggetto dello stesso Bennett, fu prodotto da Jack Cushingham e Steven North per la Brut Productions e girato a Santa Barbara dall'inizio di febbraio del 1973.

## Distribuzione
Il film fu distribuito con il titolo Welcome to Arrow Beach negli Stati Uniti nel maggio 1974 al cinema dalla Warner Bros. È stato poi redistribuito anche con il titolo Tender Flesh nel 1976 dalla Brut Productions.
Altre distribuzioni:
- nelle Filippine il 26 settembre 1978
- in Germania Ovest il 31 ottobre 1989 (in TV)
- nei Paesi Bassi (And No One Would Believe Her)
- in Belgio (And No-One Would Believe Her)
- in Germania Ovest (Arrow Beach)
- in Italia (Arrow Beach: la spiaggia della paura)
- in Canada (Cold Storage)
- in Argentina (Festín macabro)
- in Grecia (O dolofonos me to tsekouri)

## Accoglienza

### Critica
(Achille Valdata)
(Aggeo Savioli)
Secondo MYmovies il film "cala di tono con il dipanarsi un po' scontato della storia, dovuto alla irresolutezza della sceneggiatura, troppo svelta e superficiale". Secondo Leonard Maltin il film è "strano ma sconvolgente e tutto da vedere". Il punto a favore sarebbe rappresentato dal cast, in particolare dalla Foster.

## Promozione
Le tagline sono:
- " Nice place to visit...no place to live! ".
- " There is a witch's tale that once a man has eaten human flesh, he will do it again. And again. And again. ".
- " A chilling story of cannibalism in the 20th century. ".
- " You won't believe what's behind the meat locker door! ".